# Речна кукувија
Речна кукувија (лат. Phodilus badius) врста је сове из породице кукувија. Ово је ноћна врста птице, а живи на подручју Југоисточне Азије. Речна кукувија представљена је са неколико подврста. Фацијални диск је срцастог облика са израженим ушним праменовима. Врста Phodilus prigoginei била је првобитно класификована као подврста речне кукувије због недовољног знања, али се на крају испоставило да ове две врсте можда не припадају ни истом роду. Врста Phodilus assimilis је такође сматрана подврстом речне кукувије.
Популација ове врсте очигледно је изумрла на подручју острва Самар на Филипинима током 20. века. Била је описана као Phodilus badius riverae и позната је само на основу једног примерка, који је изгубљен током бомбардовања 1945. године. Важност ове класификације је неизвесна; обично се поистовећује са номиналном подврстом (из биогеографских разлога) или са подврстом saturatus (на основу спољашњег изгледа); можда је ипак различита врста.